# Houplines Communal Cemetery Extension
Le cimetière « Houplines Communal Cemetery Extension » est un cimetière de la Première Guerre mondiale situé à Houplines (Nord).

## Victimes
| Pays             | Victimes |
| ---------------- | -------- |
| Royaume-Uni      | 525      |
| Canada           | 4        |
| Australie        | 1        |
| Nouvelle-Zélande | 1        |
| Total            | 533      |